# 페루의 코로나19 범유행
다음은 페루의 코로나19 범유행 현황에 대한 설명이다.
2019~20년형 코로나바이러스 대유행은 2020년 3월 6일 스페인, 프랑스, 체코를 여행한 25세 노인이 양성반응을 보임에 따라 페루로 전파된 것으로 알려졌다. 마르틴 비스카라 대통령은 2020년 3월 15일 보건시설, 식품 판매업자, 약국, 금융기관 등을 제외한 국가 차원의 폐쇄, 국경 폐쇄, 국내 여행 제한, 비필수적인 사업 운영 금지 등을 발표했다.
총인구가 3200만 명인 페루는 2020년 4월 현재 총 500개의 집중치료실(ICU) 침대를 보유하고 있으며, 앞으로 몇 달 안에 전국 환풍기 재고량을 40대에서 540대로 확대하는 작업을 벌이고 있다. 공학과 생산은 페루 군에서 공급한다.

## 배경
세계보건기구(WHO)는 12일 2019년 12월 31일 처음 WHO의 주목을 받았던 중화인민공화국 후베이성 우한시의 한 집단에서 신종 코로나바이러스가 호흡기 질환의 원인임을 확인했다. 이 군단은 처음에 우한화난수산물도매시장과 연결되어 있었다. 그러나 실험실 확정 결과가 나온 그 첫 사례들 중 일부는 시장과 연관성이 없었고, 전염병의 근원은 알려져 있지 않다.
2003년 사스와 달리 COVID-19의 경우 치명률은 훨씬 낮았지만, 총 사망자 수가 상당할 정도로 감염 경로는 훨씬 더 컸다. COVID-19는 전형적으로 약 7일 정도의 독감과 유사한 증상을 보이며, 그 후 일부 사람들은 병원에 입원해야 하는 바이러스성 폐렴의 증상으로 발전한다. 3월 19일부터 COVID-19는 더 이상 "높은 결과 감염병"으로 분류되지 않았다.

## 경과
3월 30일, 누적 확진자는 950명이 확인되었고 하루가 지난 3월 31일에는 115건의 양성 판정이 확인되어서 31일 현재 1065명이 양성 확인자로 기록되었다. 6월 3일부터 페루의 코로나 사망자가 급격하게 증가해서 현재 심각한 상황이다. 페루는 코로나 완치자 집계를 하지 않고 있기 때문에 완치자는 알 수 없는 상황이다.

## 정부 대응
3월 16일, 페루 정부는 봉쇄 조치를 진행했다. 이 봉쇄는 6월 말까지 지속되었다.
4월 3일, 정부는 현재 페루에 있는 모든 외국인들이 비상 상태가 끝날 때까지 비자를 자동 연장 할 것이라고 발표했다. 검역이 해제되면 모든 국제 관광객은 45일 동안 출국해야 한다. 2020년 4월 미국 국무부는 워싱턴 덜레스 공항에서 리마와 쿠스코로가는 전세 항공편을 통해 4,680 명의 미국인을 본국으로 송환했다고 발표했다.
4월 5일. 빅토르 자모라 메시아 보건 장관은 이 나라에 매우 어려운 두 주가 다가오고 있다고 경고했다. 장관은 우리가 양성 판정의 사례 확인을 점진적으로 늘리고 있다고 말하면서 페루는 전염병이 충만할 것이지만 서로 손을 잡고, 신에게 기도하고, 함께 포옹하고 대면하자고 발언했다.
4월 8일, 비즈카라 대통령은 4월 26일까지 검역을 다시 2주 연장하였다. 이날 보건부는 전염병의 최전선에서 일하는 의료진의 코로나 바이러스로 인한 첫 번째 사망을 확인하기도 하였다. 이것은 리마의 산 후안 데 루리간초 (San Juan de Lurigancho) 지역에서 일어 났으며, 그의 이니셜 W.A.B.C. 만이 공개되었다.
4월 23일, 비즈카라 대통령은 5월 10일까지 검역 연장과 긴급 상황을 2주 더 연장했다고 발표했다. 그는 사람들이 사회적으로 거리를 두는 관행의 유지, 공공 장소에서 마스크 착용하는 문화의 지속, 비상 사태가 끝난 후에도 더 큰 그룹으로 모이는 것을 신중히 결정해야 한다고 언급했다.

## 같이 보기
- 남아메리카의 코로나19 범유행